# Никоарэ, Афанасий Иванович
Афанасий Иванович Никоарэ (21.07.1929 — ?) — овощевод колхоза «Маяк» Новоаненского района Молдавской ССР, Герой Социалистического Труда (08.12.1973).
Родился 21 июля 1929 года в селе Пухэчень (сейчас — Новоаненский район Молдавии).
С 1960 года работал в родном селе в колхозе «Маяк» («Фарул»). С 1961 года бригадир овощеводческой бригады.
В 1971 году по итогам 8-й пятилетки (1966—1970) награждён орденом Трудового Красного Знамени.
В 1973 году его бригада получила в среднем с гектара 454,1 центнера овощей, в том числе 489,2 ц/га томатов. Валовой сбор составил 458 тонн при себестоимости 1 центнера 7,15 руб. (в среднем по колхозу 10,6 руб.). Чистый доход с овощного гектара составил 3416 руб. (в среднем по колхозу 2124 рубля).
За эти достижения присвоено звание Героя Социалистического Труда (08.12.1973).